# レッドツーリズム

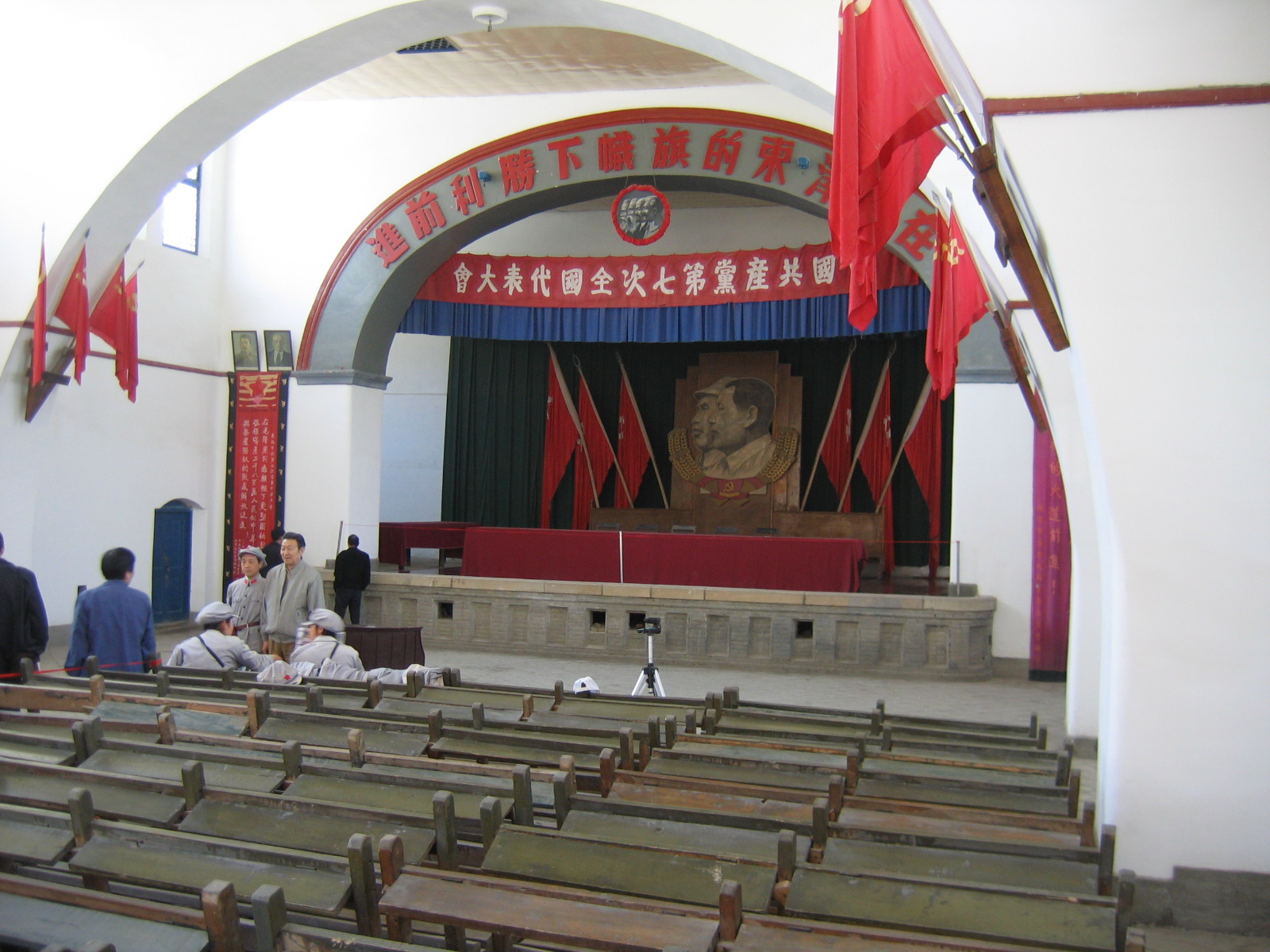
中国陝西省延安楊家嶺中央大礼堂では、観光客が赤軍の軍服を借りて記念撮影出来るようになっている

レッドツーリズム（中国語：红色旅游）は、中華人民共和国で2005年に発表された中国共産党及び共産主義革命に関する史跡を観光資源とする政策のこと。
中華人民共和国国家観光局は全国レッドツーリズム作業班（全国红色旅游工作协调小组）を設置していた。
日本語では、「赤色の旅行」、「紅色旅遊」、「紅色観光」、「赤色観光」などとも呼ばれる。

## 目的
2005年12月、中国共産党中央弁公庁、中華人民共和国国務院弁公庁が、「2004年-2010年全国レッドツーリズム発展企画概要」（2004—2010年全国红色旅游发展规划纲要）に調印、正式にレッドツーリズム政策を開始した。内容として、レッドツーリズムを発展することにより「革命伝統教育を強化し、全国人民、特に青少年の愛国感情を強化し、民族精神を促進・育成し、革命旧跡を活用し経済社会の強調発展を加速する」としている。
2016年には、中華人民共和国国家発展改革委員会ウェブサイトにて「全国レッドツーリズム観光地リスト」を発表。全国300ヶ所の「レッドツーリズム経典景区」を指定、今後5年間でレッドツーリズムの重点的発展の拠点を確定。第十二次五カ年計画末には、全国のレッドツーリズム観光地にて全国観光訪問者の1/4を占める10.27億人の訪問者と、総観光収入2,611.74億元を計画した。「革命聖地」と言う用語・概念を用いている。
2021年には中国共産党創立100周年を記念して、中国共産党中央委員会は「共産党創立100周年レッドツーリズム100ルート」（建党百年红色旅游百条精品线路）を発表した。

## 主なカテゴリー
- 中国共産党創設初期関連史跡
- 紅軍長征関連史跡
- 中国共産党が主導した八路軍、新四軍、抗日パルチザン関連史跡
- 国共内戦と中華人民共和国建国関連史跡
- 史上大きな影響があった革命家に関する史跡

## 主な選定地区
- 滬浙レッドツーリズム地区（沪浙红色旅游区）：上海と嘉興を中心として、主に中国共産党創設の歴史を紹介
- 湘贛閩レッドツーリズム地区（湘赣闽红色旅游区）：韶山・井岡山と瑞金中心として、毛沢東の故郷及び中華人民共和国成立初期の事件を紹介
- 左右江レッドツーリズム地区（左右江红色旅游区）
- 黔北黔西レッドツーリズム地区（黔北黔西红色旅游区）
- 雪山草地レッドツーリズム地区（雪山草地红色旅游区）
- 陝甘寧レッドツーリズム地区（陕甘宁红色旅游区）：延安を中心として、中国共産党の抗戦史を紹介
- 東北レッドツーリズム地区（东北红色旅游区）：東北抗日聯軍などの史跡を紹介
- 魯蘇皖レッドツーリズム地区（鲁苏皖红色旅游区）
- 大別山レッドツーリズム地区（大别山红色旅游区）
- 太行レッドツーリズム地区（太行红色旅游区）
- 川陝渝レッドツーリズム地区（川陕渝红色旅游区）
- 京津冀レッドツーリズム地区（京津冀红色旅游区）：北京と天津を中心として、中華人民共和国の成立に関する史跡を紹介